# Walter Gropius
Walter Gropius, född 18 maj 1883 i Berlin, Tyskland, död 5 juli 1969 i Boston, Massachusetts, USA, var en tysk arkitekt. Han grundade Bauhaus och ses tillsammans med Ludwig Mies van der Rohe och Le Corbusier som en av skaparna av den moderna arkitekturen.

## Biografi

### Familj
Walter Gropius farfars bror var arkitekten Martin Gropius. Hans föräldrar var byggrådet Walter Gropius och Manon Gropius (född Scharnweber). Han träffade Alma Mahler, hustru till Gustav Mahler, och inledde ett förhållande med henne. De gifte sig 1915. Äktenskapet upplöstes 1920. Tillsammans fick de dottern Manon (1916–1935).

### Utbildning
År 1903 påbörjade han sina studier vid den tekniska högskolan i München och fortsatte sedan studierna i Berlin vid tekniska högskolan i Charlottenburg. Under åren 1910–1913 arbetade han för Peter Behrens. Behrens arbetade bland annat med byggnader för AEG men även företagets grafiska formgivning. I Behrens ateljé verkade även Le Corbusier och Mies van der Rohe. Hos Behrens träffade han också Adolf Meyer, med vilken han inledde ett mångårigt samarbete. Efter tiden hos Behrens bildade Gropius och Meyer ett arkitektkontor i Berlin med inriktning på industridesign och arkitektur. De började rita byggnader i den industriella klassicism de lärt sig hos Behrens. Gropius var även med i konst- och arkitekturgruppen Gläserne Kette som bildats av  Bruno Taut för utbyte tankar och idéer via brevväxling. I gruppen medverkade även Max Taut och Hans Scharoun.
Kontoret tog fram interiörer, tapeter, möbler, bilkarosser och ett diesellokomotiv. Gropius första viktiga verk som arkitekt var Fagus-Werk i Alfeld an der Leine 1911, som han ritade tillsammans med Meyer. Detta verk med sin stål- och glasarkitektur blev stilbildande för den moderna arkitekturen, under 1920-talet känt som Neues Bauen och Neue Sachlichkeit. 1914 deltog Gropius och Meyer vid Deutscher Werkbunds utställning i Köln där de två ritade en fabriksbyggnad som fick inverkan på den moderna industriarkitekturen med bland annat glasade trapptorn. Efter första världskriget involverade sig Gropius i flera radikala konstnärsgrupperingar i Berlin.

### Bauhaus

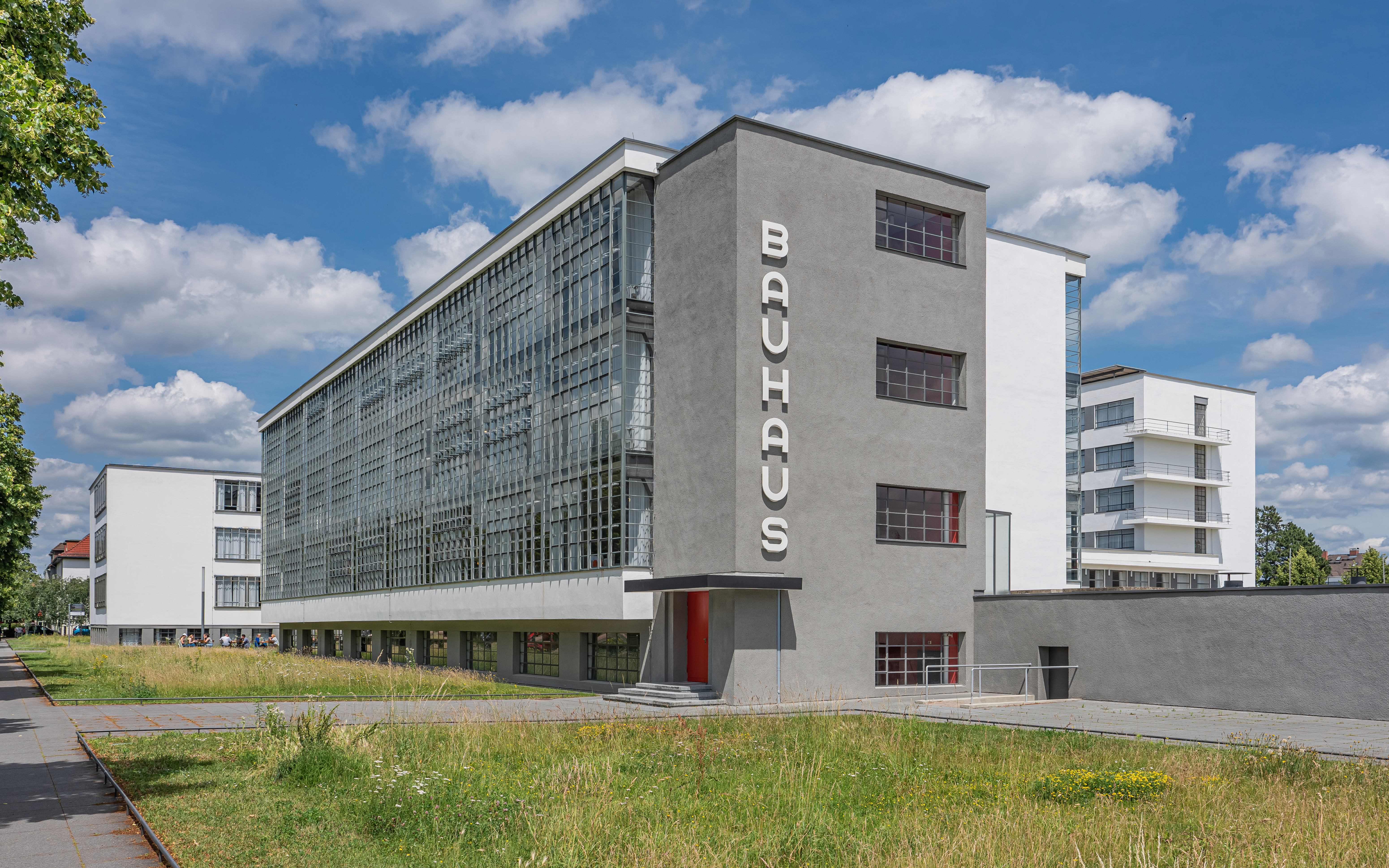
Bauhaus Dessau.

Gropis var rektor för Bauhaus 1919-1928 och kan ses som dess grundare. Han efterträdde Henry van de Velde som ledare för Großherzoglich-Sächsischen Hochschule für Bildende Kunst i Weimar och gav skolan det nya namnet Staatliches Bauhaus in Weimar – kort Bauhaus.  Skolan flyttade senare till Dessau där Bauhaus Dessau uppfördes efter ritningar av Gropius.
Bauhaus grundläggande idéer var att sammanfoga konst, skulptur, arkitektur och design samt att därmed också minska klyftorna mellan finkultur och de lägre ansedda konsthantverkskunskaperna. Bauhaus har haft stort inflytande på modern konst och arkitektur samt kan ses som en föregångare till funktionalismen. Skolans huvudsakliga inriktning var arkitekturutbildning, men den hade även avdelningar för utbildning inom konst. Gropius lämnade rektorsposten 1928.  Skolan stängdes av nazisterna 1933.
Gropius var en ledande teoretiker och lärare på Bauhausskolan. Skolan propagerade för en konst och arkitektur som bejakade industrins produktionsmetoder och material. Arkitekturen skulle acceptera standardisering och prefabrikation. Han ville omvandla arkitekturen till en vetenskap som verkade genom exakta matematiska beräkningar. Han var den som introducerade inre bärande stålramar i byggnaderna, något som tillät uppglasade väggar runt hela byggnaden. 
Under 1920-talet engagerade sig Gropius i massbyggnation och för att hitta lösningar för modern stadsbyggnad. Han ville rationalisera byggandet och bygga höga bostadshus. Han tog fram flera byggprojekt som bostadsområden i Dessau-Törten (1926–1931), Dammerstock (1928–1929) och Siemensstadt i Berlin (1929/30). I Törten skapades ett provhusområde som visade på möjligheter till funktionellt och kostnadssparande byggande. Området består av 314 radhus och det finns tre olika byggnadstyper. Kostnaderna hölls nere genom ett högt byggtempo och serietillverkning av byggelement på plats. Men projektet fick även kritik då byggfel uppstod. I Siemensstadt deltog Gropius i skapandet av bostadsområdet Großsiedlung Siemensstadt (Ringsiedlung) för arbetare på Siemens. Projektet leddes av Martin Wagner med Hans Scharoun som ansvarig arkitekt och området ingår sedan 2008 som en del i Berlins modernistiska bostadsområden (Siedlungen der Berliner Moderne) i Unescos världsarvslista.
Vid sidan av engagemanget i Bauhausskolan drev han även fortsättningsvis arkitektkontoret tillsammans med Meyer. Kontoret deltog bland annat i tävlingen om Tribune Tower i Chicago 1922.

### England och USA

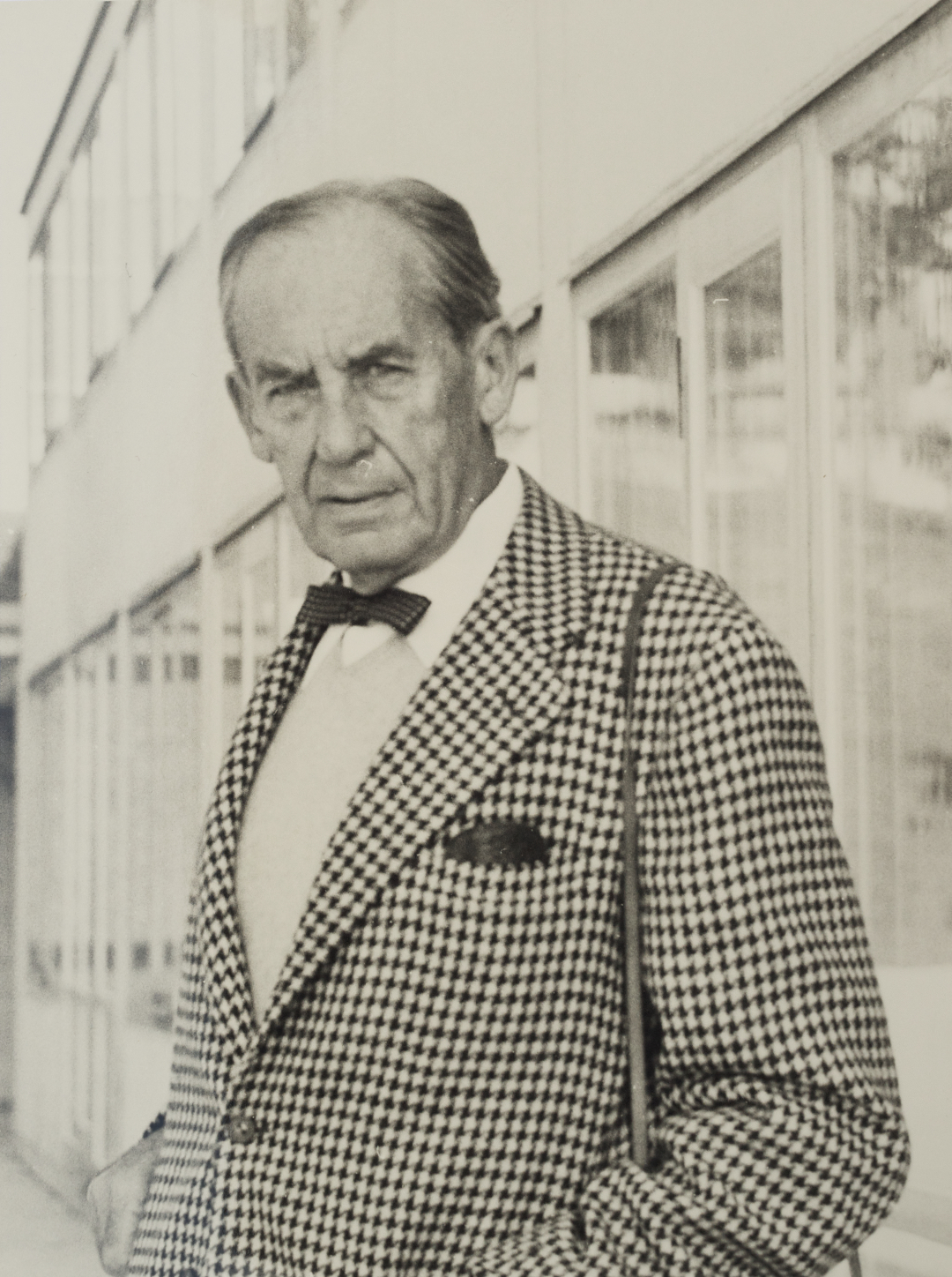
Walter Gropius 1955

Efter Meyers död 1929 fortsatte Gropius praktisera som arkitekt i Berlin. Hans arkitektur attackerades av nazisterna och 1934 lämnade han Tyskland med hjälp av den engelske arkitekten Maxwell Fry under förevändningen att han skulle göra en kortare visit i England. Gropius blev av Fry engagerad i den Londonbaserade modernistiska Isokon-gruppen. Han flyttade vidare till USA 1937 där han omgående utsågs till professor vid Harvard. Han samarbetade med Marcel Breuer 1938-1941 och var grundare till The Architects Collaborative 1945. Gropius mest kända byggnad från USA-åren torde vara Pan Am Building i New York.

### Åter i Tyskland
Under sina sista år var Gropius åter verksam i Berlin. Han skapade bland annat ett niovåningshus för Interbau i Hansaviertel 1957. Det stora bostadsområdet Gropiusstadt i Berlin har fått sitt namn efter Gropius och det första spadtaget togs av stadens borgmästare Willy Brandt tillsammans med Gropius 1962. Gropius och hans arkitektkontor The Architects Collaborative med medarbetaren bland andra Alexander Cvijanovic engagerades i projektet. Han blev hedersdoktor vid Freie Universität Berlin 1963. Hans ritningar låg till grund för Bauhaus-Archiv i Berlin. Han tog fram skisser för ett Bauhaus-arkiv i Darmstadt 1964–1964 och de låg till grund för det arkiv som 1979 öppnade i Berlin.
Walter Gropius ligger begravd på Südwestkirchhof Stahnsdorf.

## Utmärkelser
Asteroiden 9577 Gropius är uppkallad efter honom.

## Verk
- Bostadsområdet Eigene Scholle, Wittenberge, 1913–1914
- Skolbyggnad, Bauhaus, Dessau, Tyskland, 1919-1925
- Jenas stadsteater, 1922
- Skolästfabrik för Fagus-Werk, Alfeld an der Leine, Tyskland, 1911-1913
- Bauhaus Dessau, huvudbyggnad, 1925–1926
- Bauhaus Dessau, Meisterhäuser, 1925–1926
- Bostäder i Dessau-Törten, 1926–1928
- Två hus i Weissenhofsiedlung, Stuttgart, 1927
- Bostadsområdet Dammerstock, Karlsruhe, 1928–1929
- Privatbostad, Gropius House, Lincoln, Massachusetts, USA, 1937
- Skolbyggnad, Harvard Graduate Center, Cambridge, Massachusetts, USA, 1948–1950
- Höghus i Hansaviertel 1957 (Interbau)
- Kontorshus, Pan Am Building, i samarbete med Pietro Belluschi, New York, USA, 1963
- Porslinsfabrik för Rosenthal i Selb, 1965
- Glaswerk Amberg, glasfabrik för Thomas Glaswerk ("Glaskatedralen"), Amberg, 1967–1970
- Bauhaus-Archiv - Museum für Gestaltung, Berlin-Tiergarten, Tyskland, 1976-1979 (skisser, utfört av Alexander Cvijanovic)

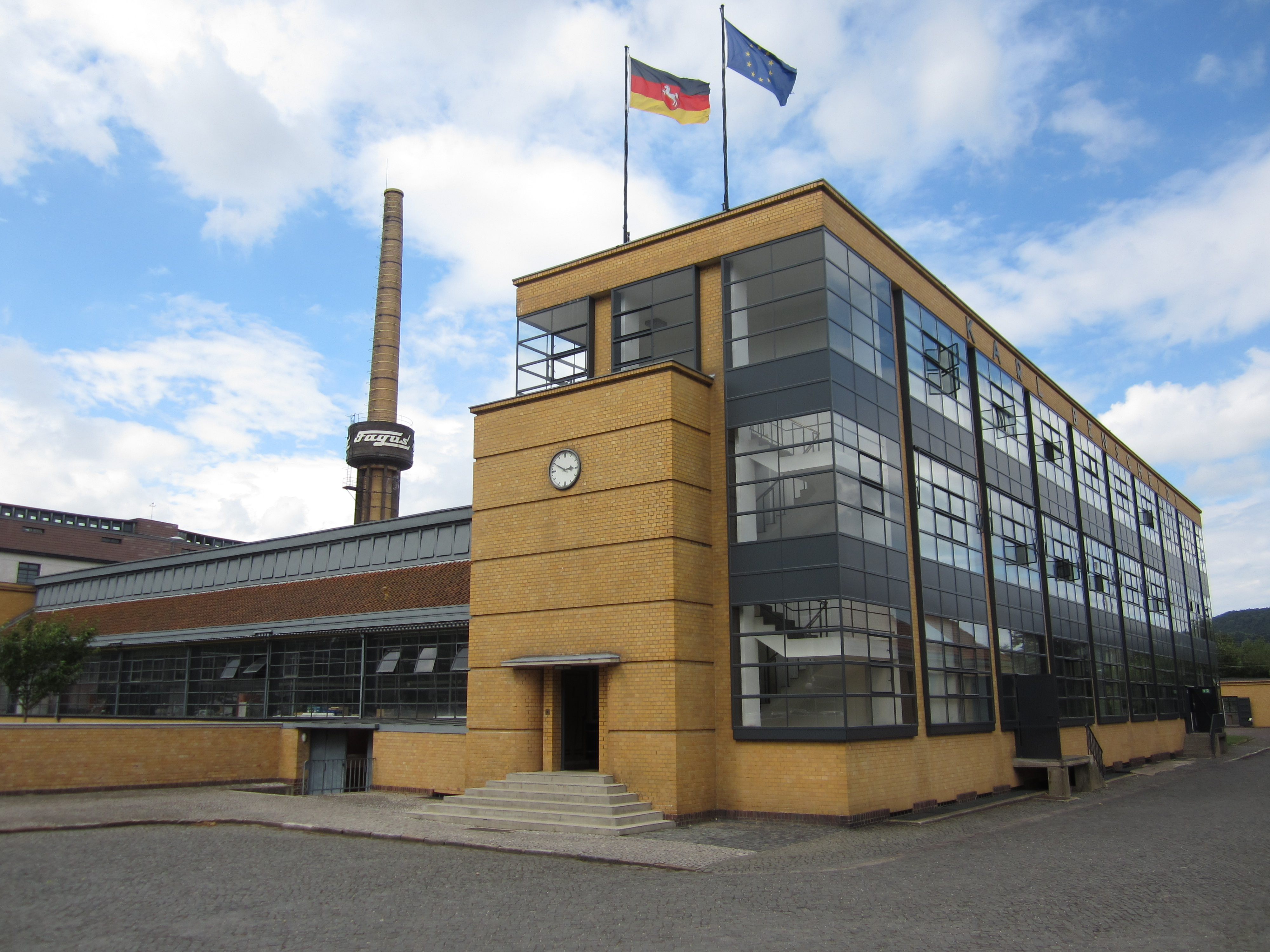
Fagus-Werk
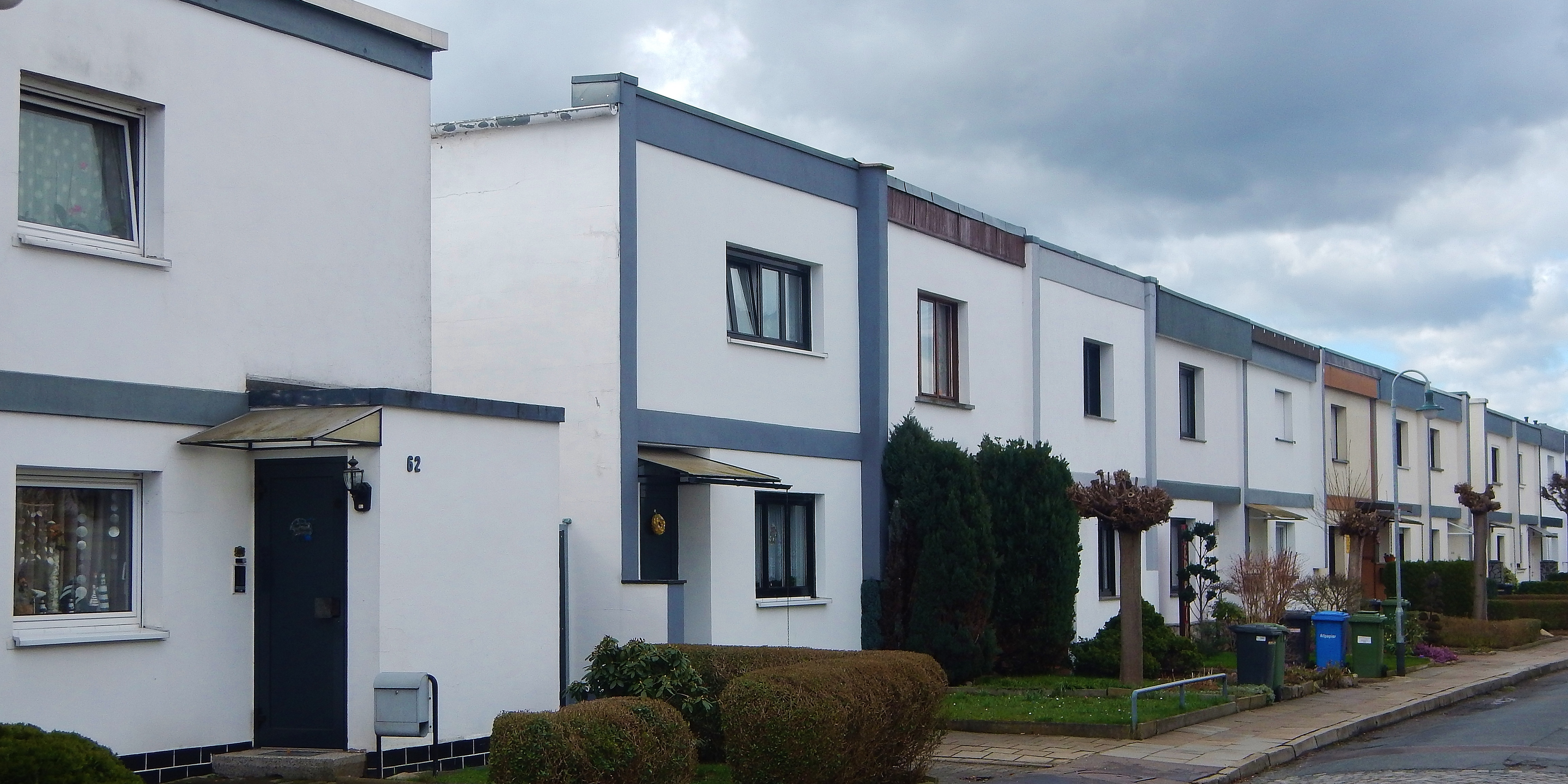
Dessau-Törten
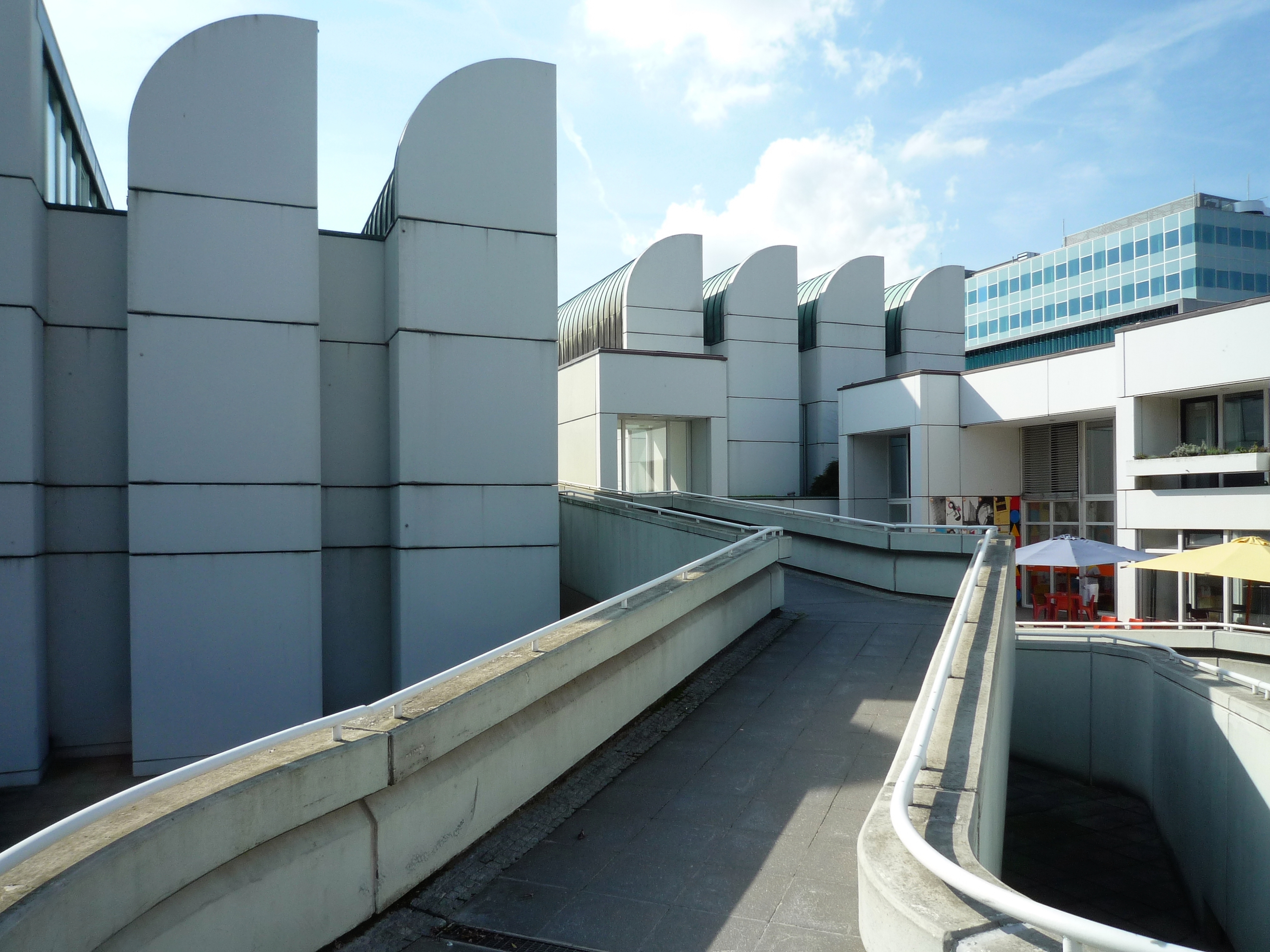
Bauhaus Archiv
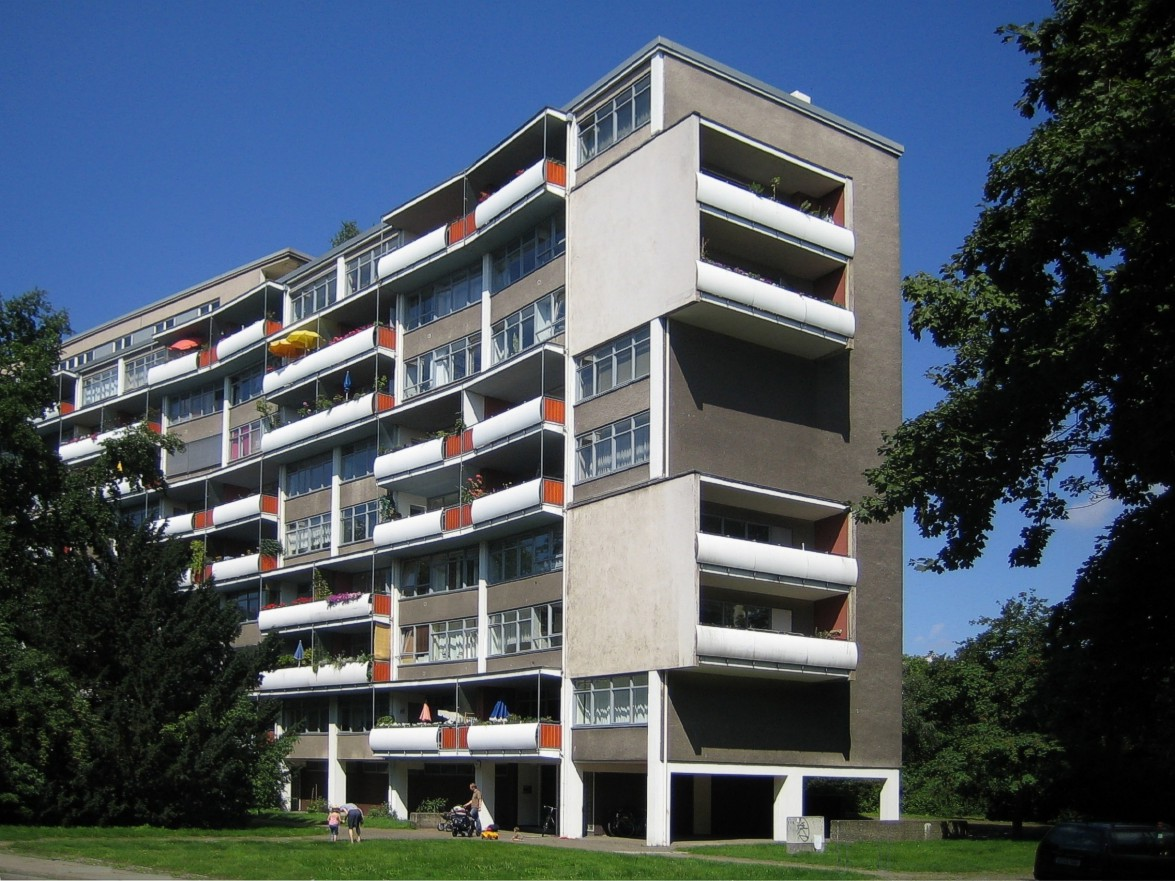
Walter-Gropius-Haus i Hansaviertel
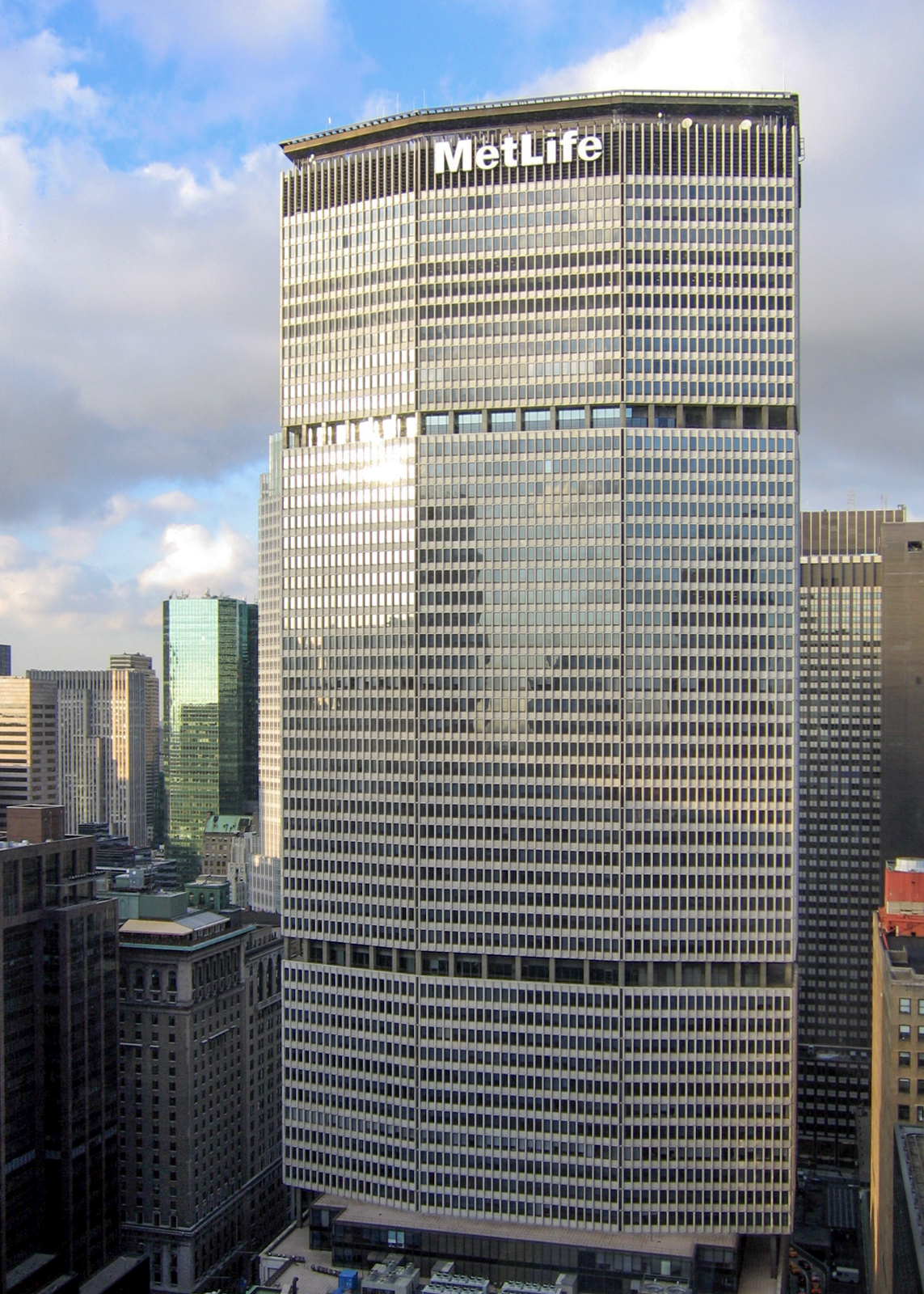
Pan Am Building
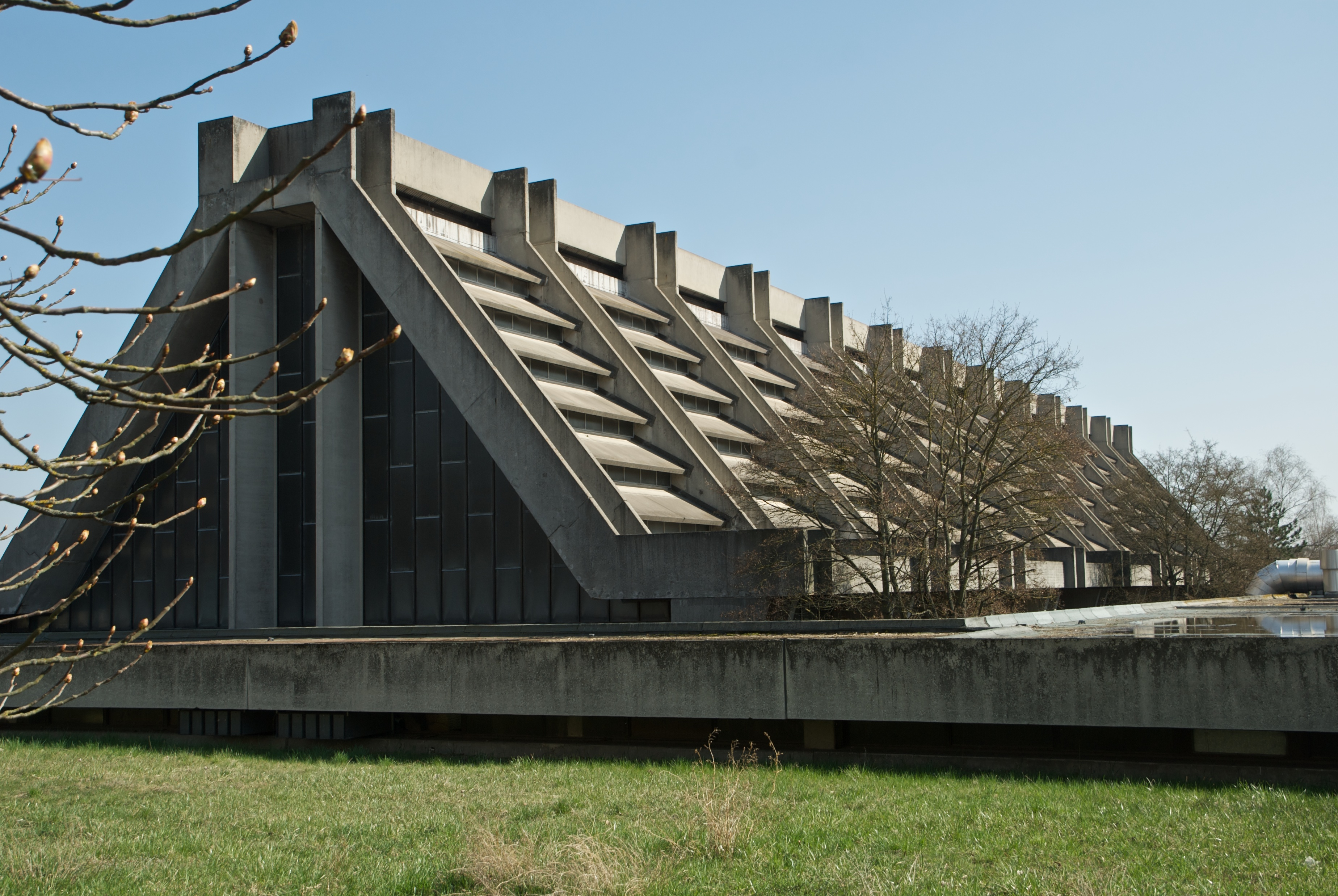
Glaswerk Amberg (1968)